# دوري جزر المالديف لكرة القدم 2008
دوري جزر المالديف لكرة القدم 2008 هو موسم من دوري جزر المالديف لكرة القدم ‏. فاز فيه نادي فالنسيا (المالديف).